# マネー (ピンク・フロイドの曲)
「マネー」（英語: Money）は、イギリスのロック・バンド、ピンク・フロイドの楽曲。1973年に発表されたアルバム『狂気』のB面冒頭に収録され、シングル・カットもされた。作詞・作曲はロジャー・ウォーターズ。

## 概要
アメリカではシングル・カットされ全米13位という好成績を残し、アルバムのヒットを牽引したが、中間のギター・ソロをカットされている。また、レコード会社が勝手にシングル・カットしたことにメンバーが激怒したというエピソードもある。本国イギリスにおいてはシングル・カットはされていない。
イントロではレジスターと小銭の効果音が繰り返し鳴り響き、ドラム代わりにテンポを刻んでいる。そこに特徴的な7/4拍子のベースリフとエレクトリックピアノが加わり、楽曲本編へと入っていく。その背後でレジスターの音はゆっくりとフェードアウトしていく。ちなみに、イントロでの小銭のテープ・コラージュは、ニック・メイスンが小銭をひもの輪に通し、ジャラジャラと音を立てながら録音したもの。
コーラス部ではリズムが4/4拍子に変わる。

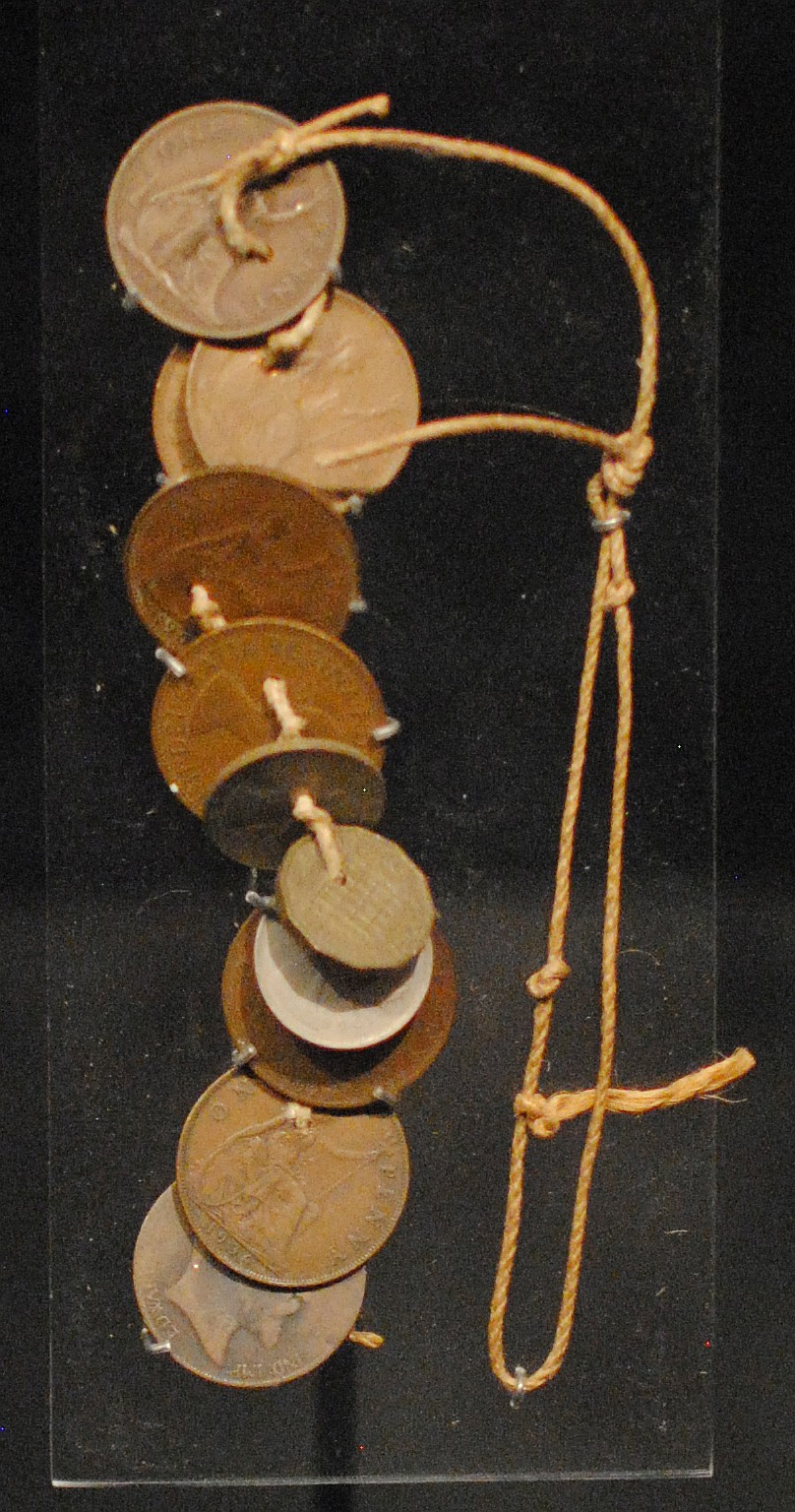
レコーディングに使用された硬貨

歌詞の内容は、拝金主義批判をユーモラスに描いている。「金は諸悪の根源さ」という一節にすべてが集約されている。メロディーも非常にポップで、ピンク・フロイドの数ある楽曲の中でも、最もキャッチーな曲と言える。ドキュメンタリー『クラシック・アルバムズ 狂気』には、1971年末に作られた「マネー」のデモが流れている。
映画『ピンク・フロイド ザ・ウォール』では、主人公の子供時代に、授業中にノートにもの書きしているところを教師に見つかり教師がそれを教室中に声をあげて読むシーンがあるが、その詩が「マネー」の一節だった。
ピンク・フロイドのライブにおいて人気ナンバーの一つである。1972年1月から『狂気』組曲のひとつとして演奏されてきた。1977年の『アニマルズ』のコンサートツアーではアンコール・ナンバーになっている。デヴィッド・ギルモアがバンドの主導権を握った1987年以降は、ライブのハイライトとなっている。
『ローリング・ストーンの選ぶオールタイム・グレイテスト・ギター・ソングス100』に於いて、69位にランクイン。
日本の弦楽四重奏団モルゴーア・クァルテットが、弦楽四重奏に編曲しカバーしている。